# La vendetta mi appartiene
La vendetta mi appartiene (Vengeance Is Mine) è un film muto del 1917 diretto da Frank Hall Crane sotto la supervisione di George Fitzmaurice. La sceneggiatura di Howard Irving Young si basa su Vengeance Is Mine, romanzo di John A. Moroso di cui non si conosce la data di pubblicazione.

## Produzione
Il film, prodotto dall'Astra Film, venne girato a Fort Lee, nel New Jersey e a Saranac Lake, nello stato di New York.

## Distribuzione
Distribuito dalla Pathé Exchange, il film uscì nelle sale cinematografiche statunitensi il 16 dicembre 1917. In Francia, fu distribuito il 7 marzo 1919 con il titolo La Vengeance m'appartient. Nello stesso anno, fu distribuito anche in Italia, dalla Pathé, con visto di censura n°14194.
Nel 1922, ne venne fatta una riedizione, sempre distribuita dalla Pathé Exchange, che uscì negli Stati Uniti il 7 maggio dalla durata ridotta a 3 rulli.
Non si conoscono copie ancora esistenti della pellicola che viene considerata presumibilmente perduta.